# إبراهيم نور الدين (المالديف)
إبراهيم نور الدين  (الديفيهي: ސުލްޠާން އިބްރާހީމް ނުރައްދީން ؛ توفي عام 1892) كان سلطان من جزر المالديف، لأول مرة في عام 1882 إلى عام 1886. بعد 4 سنوات و11 شهرا و29 يوما، محمد معين الدين الثاني تولى العرش. ثم جاء إلى السلطة للمرة الثانية في عام 1888، وبقي حتى وفاته في عام 1892.
| سبقه محمد عماد الدين الرابع | سلاطين المالديف 1882–1886 | تبعه محمد معين الدين الثاني |
| سبقه محمد معين الدين الثاني | سلاطين المالديف 1888–1892 | تبعه محمد عماد الدين الخامس |